# Silvano Tomasi
Silvano Maria Tomasi, C.S. (* 12. října 1940, Mussolente, Provincie Vicenza, Benátsko) je italský římskokatolický kněz a biskup, který byl papežským diplomatem.
Dne 25. října 2020 papež František oznámil během modlitby Anděl Páně, že jej dne 28. listopadu 2020 bude kreovat kardinálem.  1. listopadu 2020 jej papež František jmenoval zvláštním delegátem pro Suverénní řád Maltézských rytířů. Kardinálská kreace proběhla dne 28. listopadu 2020 v bazilice sv. Petra.  V okamžiku kreace měl více než osmdesát let, a nebyl tedy počítán mezi kardinály-volitele.